# ديلان وادراوغو
ديلان وادراوغو (بالفرنسية: Dylan Ouédraogo) (مواليد 22 يوليو 1998) هو لاعب كرة قدم من بوركينا فاسو يلعب كمدافع في نادي آود هيفرلي لوفين.

## روابط خارجية
- ديلان وادراوغو على موقع الاتحاد الأوربي (الإنجليزية)
- ديلان وادراوغو على موقع قاعدة بيانات كرة القدم.إي يو (الإنجليزية)
- ديلان وادراوغو على موقع ناشيونال فوتبول تيمز (الإنجليزية)
- ديلان وادراوغو على موقع Soccerway.com (الإنجليزية)